# Kathedrale St. Jakobus und Christopherus (Korfu)

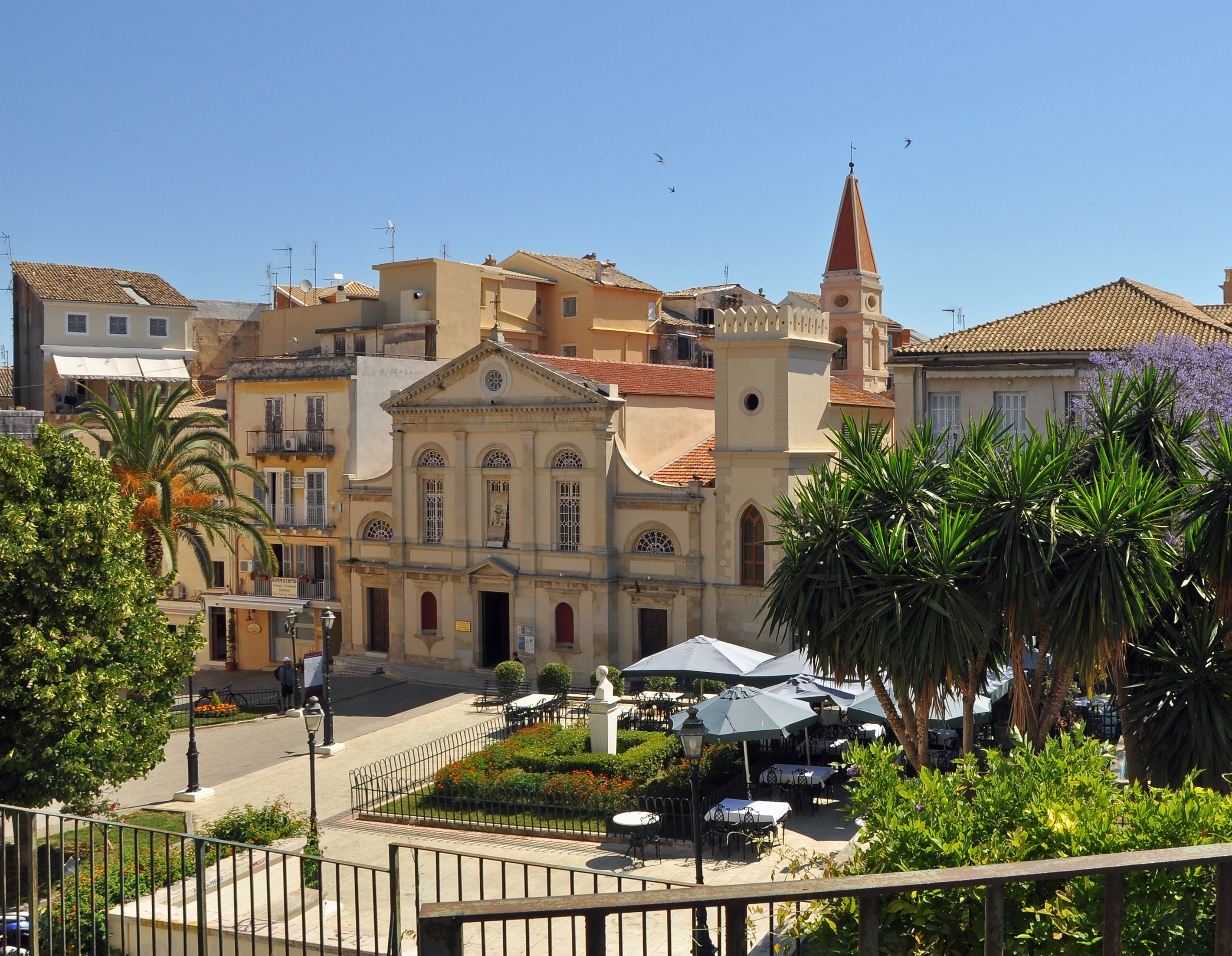
Kathedrale St. Jakobus und Christopherus (2012)

Die Kathedrale St. Jakobus und Christopherus, auch Katholische Kathedrale von Korfu, (griechisch Καθεδρικός Ναός Αγίου Χριστοφόρου και Ιακώβου Κέρκυρας) ist eine römisch-katholische Kirche in Korfu Stadt auf Korfu. Sie ist die Kathedrale des Erzbistums Korfu, Zakynthos und Kefalonia.
Die römisch-katholische Kirche, die den Heiligen Jakobus und Christopherus gewidmet ist, wurde am 31. Dezember 1553 von Giacomo Cauco (Cocco), Erzbischof von Korfu, geweiht. Nach einer Renovierung wurde sie am 23. Oktober 1709 von Erzbischof Augusto Antonio Zacco als Zentrum der Katholiken der Insel wieder geweiht. Nach ihr wurde das Theater Nobile Teatro di San Giacomo di Corfù benannt (italienisch: „Edles Theater des Heiligen Jakob von Korfu“), oder einfach Teatro di San Giacomo, das sich seit 1720 in unmittelbarer Nähe der Kirche befand.
Bei der Sanierung 1905 erhielt sie ihre heutige Form; ihr Innenraum wurde in der Nacht des 13. September 1943 von der deutschen Luftwaffe vollständig zerstört.
Heute dient sie als römisch-katholische Metropolitankirche des Erzbistums Korfu, Zakynthos und Kefalonia. Dem einschiffigen Hauptteil sind sechs Kapellen angegliedert. Auf einer Seite befindet sich eine Christuskapelle, eine Kapelle Unserer Lieben Frau von der Gesundheit und der heiligen Therese von Lisieux; auf der anderen Seite die Kapellen der Heiligen Spyridon und Arsenios, der Aufnahme Marias in den Himmel und des Allerheiligsten. In der Kirche sind einige bemerkenswerte Gemälde und Grabsteine erhalten. Der Wiederaufbau der Kirche nach den Bombardierungen im Zweiten Weltkrieg wurde 1970 durch den römisch-katholischen Erzbischof Antonios Varthalitis als abgeschlossen erklärt.